# Ambassade du Botswana en Belgique
L'ambassade du Botswana en Belgique est la représentation diplomatique de la république du Botswana auprès de la Belgique et de l'Union européenne. Elle est également accréditée pour le Luxembourg, les Pays-Bas et l'Italie.
L'ambassadeur est, depuis 2011, Samuel Otsile Outlule. Il a été également ambassadeur en France entre le 6 juin 2011 et l'ouverture d'une ambassade de plein droit en France en mars 2019.

## Ambassade
Elle est située avenue de Tervueren,  à Woluwe-Saint-Pierre en Belgique.

## Ambassadeurs du Botswana en Belgique
Depuis le 2011, l'ambassadeur du Botswana en Belgique est Samuel Otsile Outlule (en).